# Pseudodaphnella virgo
Pseudodaphnella virgo é uma espécie de gastrópode do gênero Pseudodaphnella, pertencente a família Raphitomidae.